# محمدخان ضرابی
محمدخان ضرابی (۱۶ اردیبهشت ۱۲۸۵ – ۲۷ آبان ۱۳۷۲) یکی از نخستین بازیگران مرد سینمای ایران بود که به‌همراه چند هنرپیشه دیگر، در فیلم آبی و رابی (۱۳۰۹) بازی کردند.

## زندگی‌نامه
وی در سال ۱۲۸۵ خورشیدی در کاشان دیده به جهان گشود و تحصیلات ابتدایی را در نیاسر به پایان رساند و برای ادامه تحصیل ابتدا راهی تهران و سپس فرانسه شد. وی در سن ۲۳ سالگی با مدرک «مهندسی عمومی» به ایران بازگشت و علاوه بر تدریس زبان فرانسه در مدارس «سن لویی» و «ژاندارک» و مؤسسات «الیانس» و «فرانسه»، به کار در وزارت راه مشغول شد.
وی در گفتگویی با مسعود مهرابی (مدیر مسئول ماهنامهٔ سینمایی فیلم) که در مهرماه ۱۳۶۷ صورت پذیرفت، دربارهٔ چگونگی حضورش در فیلم آبی و رابی گفت:

از اروپا برگشته بودم که روزی یک آگهی در روزنامه‌ای دیدم. دعوت به مدرسهٔ آرتیستی می‌کرد. رفتم و خودم را به آگهی‌دهنده معرفی کردم. اوگانیانس بود. او تیپ خوب و فهمیده‌ای بود… اوگانیانس همه‌کارهٔ مدرسهٔ آرتیستی و فیلمِ آبی و رابی بود. خودش فیلم‌بردار بود، کارگردان بود و بازی هم می‌کرد… علت اینکه علاقمند شدم بروم مدرسه آرتیستی، برای این بود که یک کاری بود تازه‌درآمد. می‌خواستم ببینم چه می‌شود. خیلی ساده… جهت این سرگرمی‌ای که ما می‌رفتیم، خُب رفقایی هم پیدا کردیم که علاقه به این کار داشتند. یکی از رفقا، قطبی بود (محمدعلی قطبی). یکی هم دهقان (احمد دهقان) و دیگری هم آقای دکتر سهرابی (غلامعلی سهرابی‌فرد، «آبی»). با من می‌شدیم چهار نفر. (با خنده) مثل چهار سوارِ سرنوشت!... موقع فیلم‌برداری دلم تاپ‌تاپ می‌کرد. نمی‌دانستم که نتیجه‌اش چه می‌شود. فیلم که روی پرده رفت، همه دست زدند. خوشحال شدم. خیلی خوشحال شدم.

محمد ضرابی جز آبی و رابی در هیچ فیلم دیگری بازی نکرد، ولی با همین تک‌فیلم، نامش را به عنوان یکی از معدود پیشگامان بازیگری فیلم در تاریخ سینمای ایران ثبت کرد.